# Pisgah (Iowa)
Pisgah és una població dels Estats Units a l'estat d'Iowa. Segons el cens del 2000 tenia 316 habitants.

## Demografia
Segons el cens del 2000, Pisgah tenia 316 habitants, 143 habitatges, i 84 famílies. La densitat de població era de 120,8 habitants/km².
Dels 143 habitatges en un 24,5% hi vivien nens de menys de 18 anys, en un 51% hi vivien parelles casades, en un 7% dones solteres, i en un 40,6% no eren unitats familiars. En el 36,4% dels habitatges hi vivien persones soles el 25,2% de les quals corresponia a persones de 65 anys o més que vivien soles. El nombre mitjà de persones vivint en cada habitatge era de 2,21 i el nombre mitjà de persones que vivien en cada família era de 2,89.
Per edats la població es repartia de la següent manera: un 0% tenia menys de 18 anys, un 1,9% entre 18 i 24, un 21,2% entre 25 i 44, un 21,2% de 45 a 60 i un 29,1% 65 anys o més.
L'edat mediana era de 45 anys. Per cada 100 dones de 18 o més anys hi havia 88,6 homes.
La renda mediana per habitatge era de 26.125 $ i la renda mediana per família de 37.292 $. Els homes tenien una renda mediana de 27.250 $ mentre que les dones 17.500 $. La renda per capita de la població era de 13.837 $. Entorn del 10,8% de les famílies i el 15,5% de la població estaven per davall del llindar de pobresa.

## Poblacions més properes
El següent diagrama mostra les poblacions més properes.